# Love Has Many Faces
Love Has Many Faces (Brasil: O Amor Tem Muitas Faces ) é um filme estadunidense, de 1965, dos gêneros drama e romance, dirigido por Alexander Singer, com roteiro de Marguerite Roberts, música de David Raksin.

## Sinopse
Acapulco, uma morte misteriosa, revela um mundo onde amor, ambição e chantagem motivam homens sedutores e mulheres milionárias a busca de prazer e conforto.

## Elenco
- Lana Turner
- Cliff Robertson
- Hugh O'Brian
- Ruth Roman
- Stefanie Powers
- Virginia Grey
- Ron Husmann
- Enrique Lucero
- Carlos Montalban